# Пылесос
Пылесо́с — агрегат для уборки пыли и загрязнений с поверхностей посредством всасывания потоком воздуха. Пыль и загрязнения накапливаются в пылесборнике, из которого они должны регулярно удаляться. Первые пылесосы были изготовлены в США в 1869 году.
Пылесосы можно разделить по назначению на бытовые (в том числе автомобильные, работающие от розетки прикуривателя) и промышленные, по подвижности — на переносные и стационарные.

## Устройство пылесоса
Основными узлами современного пылесоса являются:
- Центробежный компрессор, создающий разрежение и прокачивающий поток воздуха через фильтры и воздуховоды пылесоса. Компрессор почти всегда приводится в движение коллекторным электродвигателем, чаще всего двигатель имеет регулирование на основе тиристорного регулятора. Некоторые пылесосы, как правило аккумуляторные, имеют привод компрессора от регулируемого вентильного двигателя, не имеющего щëточно-коллекторного узла и более компактного.
- Воздухоочиститель, отделяющий пыль от воздуха, и собирающий её в ёмкости для сбора пыли; В простейшем случае очиститель воздуха и одновременно емкость для сбора пыли - бумажный или тканый мешок, как правило одноразовый - выбрасывается после того как заполнился.
- Набор сменных насадок, щёток для эффективного удаления загрязнений с различных поверхностей (ковры, паркет, мебель, труднодоступные места и т. д.)

Обычно пылесос комплектуется гибким воздухопроводным шлангом (за исключением малогабаритных ручных моделей и некоторых пылесосов «американской» компоновки с компрессором, встроенным в трубу со щёткой или насадкой), удлинительной трубой, а также насадками, расширяющими его функциональность (насадки-пульверизаторы, насадки для накачки надувных мячей и т. д.). Пылесосы бывают напольные, ручные, ранцевые, щётки-пылесосы, централизованные и автоматические (роботизированные).

## Разновидности

### По конструкции пылесборника

#### Пылесос с мешком
Советские пылесосы 1970-х-80-x годов
Сюда относят модели с фильтрующим мешком, в котором при уборке задерживается и собирается пыль, грязь и другие мелкие частицы. мешок может располагаться внутри корпуса пылесоса (такая конструкция наиболее распространена в Европе) или на рукоятке (американский вариант).
Различают две основные категории мешков:
- Несменные матерчатые мешки — постоянно находятся внутри пылесоса и вытряхиваются по мере наполнения, после чего, устанавливаются обратно в пылесос. Несменные мешки сделаны из ткани и задерживают только крупную пыль, пропуская и распыляя в воздухе после уборки мелкую фракцию пыли.
- Сменные мешки — изготавливаются из бумаги или композиционного нетканого материала и выбрасываются при заполнении, после чего в пылесос вставляется новый мешок. Лучшие модели нетканых мешков способны задерживать пыль до 0,3 микрон и достигают класса фильтрации HEPA14. Для людей с астмой рекомендуются пылесосы класса фильтрации HEPA H12 и выше (например HEPA H13).[источник не указан 1411 дней]}

Преимущество таких пылесосов заключается в простоте и надёжности конструкции. К недостаткам можно отнести необходимость регулярной покупки фильтров и снижение мощности всасывания по мере заполнения фильтра.

#### Пылесос-циклон
В пылесосах, использующих пылеуловитель типа «циклон» для очистки воздуха, отсутствует мешок для сбора пыли — вместо этого пыль за счёт центробежных сил отделяется от потока воздуха и скапливается в специальном съёмном контейнере. Воздух последовательно проходит через каскад циклонов разного размера, но окончательная очистка воздуха производится в сменном фильтре тонкой очистки. К преимуществам таких пылесосов можно отнести отсутствие необходимости использования сменных фильтров (за исключением дополнительного фильтра) и очистки мешков, а также постоянную мощность всасывания, не зависящую от степени заполнения контейнера. Из недостатков — большее потребление энергии, сильнее шум, так как в циклонах воздушные потоки создают турбулентность. Кроме того, ошибка или заложенные при проектировании циклона параметры частиц пыли могут привести к тому что эффективного отделения мелкой и лёгкой пыли, волокон в «циклоне» происходить не будет и она будет быстро забивать фильтр крупных частиц после «циклона», моторный фильтр, фильтр тонкой очистки, то есть необходимости слишком частой покупки и замены этих фильтров. Пожалуй, весьма подходящим данный вариант пылесоса будет для очистки полов в помещениях, где в составе грязи на полу превалирует песок и другие тяжёлые и относительно крупные частицы (например, коридоры общественных зданий, проходные), которые, оседая на дне пылеуловителя, не повлияют на силу всасывания пылесоса и не заставят пользователя опустошать контейнер дольше, чем при использовании в жилых помещениях.

#### Пылесос с водяным фильтром
В пылесосах такого типа очистка воздуха производится путём его распыления в ёмкости с водой. Распространены три типа таких пылесосов: барботажные, сепараторные и с использованием перегородок/Аква.
Все типы водяных пылесосов имеют сложности с мелкой пылью из материалов, которые не смешиваются или трудно смешиваются с водой, таких как древесная и бетонная пыль. Поэтому иногда устанавливается дополнительный фильтр HEPA.
Все типы водяных пылесосов надлежит опорожнять и мыть после окончания работы и хранить в вентилируемом состоянии для предотвращения образования плесени и повреждений из-за влажности.
Пылесос с водяным фильтром (или аквафильтром), в отличие от большинства других видов, позволяет проводить влажную уборку, с помощью такого пылесоса можно собирать и пролитые жидкости.

#### Барботажные пылесосы
В барботажных пылесосах всасываемый воздух проходит через стоячую воду, вся пыль задерживается непосредственно в ёмкости с водой, а для отделения воды и грязи на выходе (обычно по центру) находится пористый фильтр. Достоинства этого варианта — возможность всасывания большого количества жидкости, в том числе с пенящими средствами. Недостатки — повышенный шум, относительно низкая степень фильтрации и трудность очистки. Примеры барботажных пылесосов: Philips Triathlon 2000, Aqualaser Vacuum Jet HY Plus, многие промышленные пылесосы.

#### Сепараторные пылесосы
В сепараторной конструкции в пылесосе находится сепаратор — турбина, которая создаёт центробежную силу, прижимая воду к стенке и пропуская очищенный воздух через себя. Сепаратор усиливает контакт влаги, при одновременном снижении сопротивления воды. Недостатки такого подхода — стоимость конструкции, необходимость чистить сепаратор, невозможность всасывания дополнительных объёмов жидкости и применения пенящихся моющих средств. Примеры сепараторных пылесосов: Delphin, Hyla.

#### Пылесосы с перегородками
Пылесосы с перегородкой создают фонтанирование воды путём пропускания её через ряд перегородок или спиралей, отражающих, вскручивающих и вспенивающих воду, получая сопоставимый с сепаратором результат, без усложнения конструкции. Недостаток такой конструкции в невозможности применять пенящиеся моющие средства, у моделей с небольшой ёмкостью — невозможность всасывать дополнительные объёмы жидкости. Примеры пылесосов с перегородками: Thomas Twin T2, First Austria FA 5546-2/5546-3, Karcher DS 6000, Arnica Hydra rain plus, Arnica Bora 4000.

#### Пневмопылесосы
Пневмопылесосы пылесосы использующие сжатый воздух для всасывания пыли и мусора, используются в производстве , строительстве, автосервисе, там где есть компрессор и используются пневмоинструменты.

### По компоновке
Наиболее распространены следующие виды пылесосов:

#### Напольный пылесос
Напольный пылесос — конструкция, наиболее распространённая в Европе. Насос и воздухоочиститель обычно располагаются в одном корпусе, который соединяется со щётками с помощью шланга. Для перемещения по полу корпус оснащается колёсами, хотя существуют, к примеру, пылесосы на воздушной подушке, такие, как Hoover Constellation. Напольная конструкция наиболее универсальна, и позволяет производить уборку большинства поверхностей, в том числе достаточно труднодоступных — за счёт использования труб, шлангов и щёток подходящей конструкции.

#### Пылесос-щётка
Пылесосы-щётки более распространены в США. В таком пылесосе двигатель и насос чаще всего располагаются внутри щётки. Насос прогоняет воздух с частицами пыли в мешок, закреплённый на ручке пылесоса. К достоинствам такого пылесоса можно отнести небольшое потребление энергии за счёт расположения насоса максимально близко к щётке, а также большой объём мешка. К недостаткам можно отнести сложность очистки труднодоступных мест (для чего такие пылесосы комплектуются дополнительными шлангами и насадками) и незащищённость подвижных частей от попадания воды и крупных предметов.

#### Ручной пылесос
Ручные пылесосы малопригодны для уборки больших помещений, они предназначены для небольшого объёма работ: уборки автомобилей, мебели и т. д. Такие пылесосы обычно не оснащаются шлангом, имеют небольшой объём мешка, маломощный двигатель и питаются от автомобильного аккумулятора или от встроенного аккумулятора.

#### Встраиваемый пылесос
Встраиваемый пылесос устанавливается в подсобном помещении, и от него по зданию разводятся воздуховоды с пневморозетками, к которым подсоединяется шланг пылесоса. Загрязнённый воздух выводится на улицу, вентиляцию или канализацию.
К преимуществам такого решения можно отнести:
- Гигиеничность. Пыль, не задержавшаяся в системе очистки, выбрасывается за пределы здания.
- Малошумность. Двигатель пылесоса установлен в отдельном помещении, во время уборки слышен лишь шум всасываемого воздуха.
- Стоит также отметить большой объём пылесборника и возможность получения большой мощности.
- Более экономичен по расходу электроэнергии по сравнению с портативным пылесосом.

Недостатки такого пылесоса:
- Высокая цена;
- Сложность монтажа: пылесос требует прокладки системы воздуховодов и установки воздушных розеток;

Централизованные пылесосы применяются в основном в гостиничных комплексах, где позволяют значительно сократить трудоёмкость уборки.

#### Робот-пылесос
Роботы-пылесосы по команде пользователя или по расписанию самостоятельно передвигаются, огибая препятствия, по заданной поверхности, убирают пыль и загрязнения. Многие модели после окончания уборки самостоятельно возвращаются к зарядному устройству. Пользователю остаётся регулярно очищать пылесборник, а также убирать пыль в труднодоступных местах, которые робот-пылесос не может очистить самостоятельно.

### По назначению
- Бытовой пылесос — основной класс пылесосов для домашнего использования.
- Строительный пылесос (профессиональный) — для уборки пыли и мелкого строительного мусора. Подразделяется по типу фильтров на универсальные и специализированные (пример: очистка воздуха электростатическим фильтром, защита при включении от выстрела пылью оконечным фильтром)
- Садовый пылесос — для уборки сухой листвы, травы и мелких веток. Также может иметь функцию измельчителя листьев и режим работы на выдувание воздуха (воздуходувка).

- Насадка «пол-ковёр» для бытового пылесоса
- Щелевая насадка для бытового пылесоса
- Элементы шланга бытового пылесоса
- Насадка «пол-ковёр» вид снизу

## История изобретения

### Пылесосы XIX века
Первый известный патент на пылесос, патент США № 29077, получен 10 июля 1860 года американцем Дэниелом Хессом из Айовы. «Подметатель ковров», как назвал своё устройство изобретатель, был оборудован вращающейся щёткой и сложной системой мехов для создания всасывающего воздушного потока. По пути воздух проходил через две водяные камеры с целью очистки от пыли и грязи. Нет никаких свидетельств, что такая машина когда-либо производилась.
В 1868 году Айвз Макгаффни (Ives W. McGaffney) из Чикаго изобрёл пылесос «Уирлвинд» (Whirlwind). В верхней части пылесоса располагалась ручка, соединённая ременной передачей с вентилятором. Ручка приводилась в движение рукой. Пылесос был лёгким и компактным, но неудобным в эксплуатации из-за необходимости одновременно крутить ручку и толкать устройство по полу. Макгаффни получил патент на своё изобретение 5 июня 1869 года и стал продавать его, основав бостонскую компанию American Carpet Cleaning Company. Стоил пылесос 25 долл. — немалая сумма по тем временам (в то время один американский доллар составлял около 23 граммов серебра). Большинство пылесосов Макгаффни было продано в Чикаго и Бостоне, и часть их, вероятно, сгорела в Великом чикагском пожаре. Лишь два «Уирлвинда» сохранились до наших дней, один из них экспонируется в историческом центре компании Hoover.
Вслед за Макгаффни другие изобретатели также стали производить и продавать механические пылесосы.
3 октября 1899 года Джон С. Тормен (John S. Thurman) из Сент-Луиса получил патент США № 634042 на бензиновый пылесос. Некоторые исследователи считают его изобретателем первого пылесоса с мотором.
Патент на электрический «подметатель ковров и собиратель пыли» получила в декабре 1900 года Коринн Дюфур (Corinne Dufour) из Саванны, Джорджия. Её пылесос обладал двумя вращающимися щётками и электрическим насосом, а пыль собиралась на мокрую тряпку. Устройство было непрактичным и не пользовалось спросом.

### Начало XX века
30 августа 1901 года британец Хьюберт Сесил Бут получил патент на электрический пылесос. Он обратил внимание на применявшееся в поездах устройство для сдувания пыли с сидений и решил, что было бы гораздо практичнее всасывать пыль. Для проверки идеи Бут положил платок на сиденье обеденного стула и попытался всосать ртом как можно больше пыли. Обнаружив, что пыль собралась на нижней части платка, он понял, что его идея работоспособна. Бут сконструировал большое устройство, известное как «Фырчащий Билли» (англ. Puffing Billy), приводимое в движение сначала нефтяным, а потом электрическим мотором. Устройство перевозилось лошадьми и парковалось снаружи дома, а для чистки ковров использовался 30-метровый шланг, протягивавшийся через окно. Бут основал British Vacuum Cleaner Company. Среди клиентов Бута была королева Виктория, а также британское адмиралтейство: очистив от пыли бараки британских моряков, компания Бута положила конец эпидемии чумы. Интересен случай, происшедший с Бутом после чистки монетного двора: его задержала полиция, обвинив в краже золота. Дело в том, что Бут забыл выбросить пыль, и в его пылесосе скопилось большое количество золотого песка. В первые годы XX века в Британии даже вошли в моду vacuum cleaner parties: леди из высшего общества пили чай, наблюдая, как служащие Бута чистят ковры в доме.
Аналогичную компанию основал Джон С. Тормен в Сент-Луисе. Услуги его компании стоили 4 долл. в 1903 году.
Ещё продолжали совершенствоваться и механические пылесосы.
В 1905 году Уолтер Гриффитс из Бирмингема создал «Griffith’s Improved Vacuum Apparatus for Removing Dust from Carpets», использовавший меха для засасывания пыли. Его пылесос был портативным, компактным и напоминал современные пылесосы.
Между 1903 и 1913 годами изобретатель Дэвид Т. Кенни из Нью-Джерси получил 9 патентов на технологии, связанные с пылесосами.
В 1919 году была основана Ассоциация производителей пылесосов, членство в которой требовало лицензии на его патенты.
В 1910 году П. А. Фискер (P. A. Fisker) запатентовал электрический пылесос, название которого он взял из телеграфного адреса компании: Нилфиск. Этот пылесос весил всего 17,5 кг и мог приводиться в действие одним человеком. Компания, основанная Фискером и его компаньоном Нильсеном (Nielsen) существует до сих пор и называется Nilfisk-Advance.
Но ещё до Фискера, в 1907 году, Джеймс Мюррей Спенглер создал портативный электрический пылесос из вентилятора, палки от швабры, и наволочки от подушки. Критически важным элементом пылесоса была вращающаяся щётка. Не имея средств для самостоятельного производства пылесосов, Спранглер продал свой патент на пылесос с вращающейся щёткой (полученный им в 1908 году) мужу своей кузины, У. Х. Хуверу (W. H. Hoover).

### После Второй мировой войны
В течение многих лет пылесосы оставались предметом роскоши, но после Второй мировой войны они стали распространённым у среднего класса предметом быта.
Пылесосы на циклонном принципе (используется центробежная сила для отделения пыли и твёрдых частиц) стали популярны в 1990-х, хотя некоторые компании (в частности, Filter Queen и Regina) производили такие пылесосы с 1928 года.
Первый пылесос-циклон без мешка для мусора, CMS 1000, был запатентован компанией Amway в 1959.
В 2004 году британская компания выпустила Airider — пылесос, способный, подобно Hoover Constellation, висеть на воздушной подушке.
В 2008 году вышел из строя самый старый из действующих пылесосов, после того, как он проработал 70 лет.
В СССР многие модели выпускаемых пылесосов имели возможность подключения шланга как ко всасывающему патрубку (для штатной эксплуатации), так и к нагнетательному. В последнем случае пылесос выполнял роль компрессора, мощности которого хватало, например, для покраски (побелки) потолков меловыми белилами методом краскораспыления. Иногда к пылесосу прилагался такой распылитель несложной конструкции.

## Безопасность пылесосов
Из-за проблем с безопасностью бытовых пылесосов в период с 1980-х по 2015 год Комиссия по безопасности потребительских товаров США (CPSC) отозвала из продажи примерно 3 783 000 пылесосов разных типов. Приводились следующие причины для отзыва продукции: риски поражения электрическим током, пожар, задымления, ожоги, порезы или даже ампутацию пальцев.